# Шумский (Тульская область)
Шумский — поселок в муниципальном образовании город Ефремов Тульской области.

## География
Находится в юго-восточной части Тульской области на расстоянии приблизительно 12 км на юг-юго-восток по прямой от города Ефремов, административного центра округа.

## История
В 1926 году здесь было учтено 17 дворов, в конце 1930-х годов — 16.

## Население
Постоянное население составляло 88 человек (1926 год), 4 (русские 100 %) в 2002 году, 0 в 2010.